# Algoma (Wisconsin)
Algoma ist die größte Stadt (mit dem Status „Village“) im  Kewaunee County im US-amerikanischen Bundesstaat Wisconsin. Das U.S. Census Bureau hat bei der Volkszählung 2020 eine Einwohnerzahl von 3243 ermittelt.
Algoma ist Bestandteil der Metropolregion um die Stadt Green Bay.

## Geografie
Algoma liegt im Osten Wisconsins an der Mündung des Ahnapee River in den Michigansee. Die Stadt liegt auf der Door-Halbinsel, die die Green Bay vom eigentlichen Michigansee trennt. Die geografischen Koordinaten von Algoma sind 44°36′32″ nördlicher Breite und 87°25′57″ westlicher Länge. Das Stadtgebiet erstreckt sich über eine Fläche von 6,5 km².
Nachbarorte von Algoma sind Kewaunee (19,1 km südsüdwestlich), Casco (16,9 km südwestlich), Bruemmerville (3 km westlich), Kodan (9,1 km nordwestlich), Forestville (10,3 km nordnordwestlich) und Sturgeon Bay (27,7 km nördlich).
Die nächstgelegenen größeren Städte sind Wisconsins größte Stadt Milwaukee (198 km südlich), Chicago in Illinois (344 km in der gleichen Richtung), Wisconsins Hauptstadt Madison (276 km südwestlich) und Green Bay (51,4 km westlich).

## Verkehr
In Algoma treffen die Wisconsin State Highways 42 und 54 an dessen östlichem Endpunkt zusammen. Alle weiteren Straßen sind untergeordnete Landstraßen, teils unbefestigte Fahrwege sowie innerörtliche Verbindungsstraßen.
Durch Algoma verläuft mit dem Ahnapee State Trail ein Rail Trail für Wanderer und Radfahrer. Im Winter kann der Wanderweg auch mit Schneemobilen und Skiern befahren werden.
Die nächsten Flughäfen sind der Austin Straubel International Airport in Green Bay (68 km westlich) und der Milwaukee Mitchell International Airport in Milwaukee (208 km südlich).

## Bevölkerung
Nach der Volkszählung im Jahr 2010 lebten in Algoma 3167 Menschen in 1406 Haushalten. Die Bevölkerungsdichte betrug 487,2 Einwohner pro Quadratkilometer. In den 1406 Haushalten lebten statistisch je 2,21 Personen.
Ethnisch betrachtet setzte sich die Bevölkerung zusammen aus 95,1 Prozent Weißen, 0,9 Prozent Afroamerikanern, 0,6 Prozent amerikanischen Ureinwohnern, 0,3 Prozent Asiaten sowie 2,1 Prozent aus anderen ethnischen Gruppen; 1,1 Prozent stammten von zwei oder mehr Ethnien ab. Unabhängig von der ethnischen Zugehörigkeit waren 2,9 Prozent der Bevölkerung spanischer oder lateinamerikanischer Abstammung.
21,0 Prozent der Bevölkerung waren unter 18 Jahre alt, 58,3 Prozent waren zwischen 18 und 64 und 20,7 Prozent waren 65 Jahre oder älter. 51,4 Prozent der Bevölkerung war weiblich.
Das mittlere jährliche Einkommen eines Haushalts lag bei 43.304 USD. Das Pro-Kopf-Einkommen betrug 21.193 USD. 13,2 Prozent der Einwohner lebten unterhalb der Armutsgrenze.

## Bekannte Bewohner
- Mark Francis Schmitt (1923–2011) – früherer Bischof von Marquette – geboren und aufgewachsen in Algoma